# Heike de Boer
Heike de Boer (* 1963) ist eine deutsche Erziehungswissenschaftlerin und Hochschullehrerin.

## Leben
Heike de Boer promovierte 2006 in Erziehungswissenschaft an der Goethe-Universität Frankfurt. Im Anschluss war sie Akademische Rätin an der Pädagogische Hochschule Freiburg und seit April 2010 ist de Boer Professorin für Grundschulpädagogik an der Universität Koblenz-Landau am Standort Koblenz. Seit 2021 hat sie dort die stellvertretende Leitung des Instituts für Grundschulpädagogik inne.

## Schriften (Auswahl)
- Klassenrat als interaktive Praxis. Auseinandersetzung – Kooperation – Imagepflege (Zugl.: Frankfurt (Main), Univ., Diss., 2006), VS Verlag für Sozialwissenschaften, Wiesbaden 2006, ISBN 978-3-531-15134-2.
- (Hrsg.): Kinder in der Schule. Zwischen Gleichaltrigenkultur und schulischer Ordnung, VS Verlag für Sozialwissenschaften, Wiesbaden 2009, ISBN 978-3-531-15935-5.
- mit Daniela Merklinger (Hrsg.): Grundschule im Kontext von Flucht und Migration, Verlag W. Kohlhammer, Stuttgart 2021, ISBN 978-3-17-037198-9.